# Pierre Lemaitre

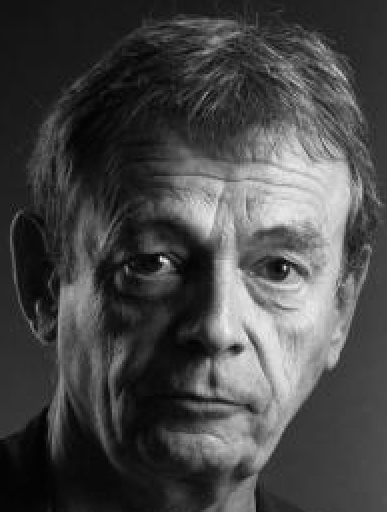
Pierre Lemaitre (2013)

Pierre Lemaitre (* 19. April 1951 in Paris) ist ein französischer Schriftsteller und Drehbuchautor. Für seinen Roman Au revoir là-haut wurde er 2013 mit dem bedeutendsten französischen Literaturpreis, dem Prix Goncourt, ausgezeichnet.

## Leben und Werk
Pierre Lemaitre war als Lehrer für Literatur in der Ausbildung von Bibliothekaren tätig. Inzwischen ist er freier Schriftsteller. Er ist seit 2011 Verwaltungsrat der Société des gens de lettres (SGDL).
Sein erster Roman Travail soigné ist seinen literarischen Vorbildern Bret Easton Ellis, Émile Gaboriau, James Ellroy und William McIlvanney verpflichtet. In seinem zweiten Roman Robe de marié von 2009 erzählt Lemaitre die Geschichte der dreißigjährigen Sophie, die als Serienmörderin verfolgt wird und sich nicht an ihre Bluttaten erinnern kann. Der sozialkritische Thriller Cadres noirs von 2010 handelt von einer vorgetäuschten Geiselnahme. Das Buch fußt auf einem wahren Vorkommnis unter den Mitarbeitern der französischen Fernsehwerbungsgesellschaft France Télévisions Publicité im Jahr 2005, für das der Manager Philippe Santini 2010 verurteilt wurde. In Lemaitres viertem Roman Alex ist die Hauptperson in einem verwirrenden Spiel abwechselnd Täterin und Opfer.
Mit dem Roman Au revoir là-haut (Wir sehen uns dort oben) verließ Lemaitre das Krimi- und Thrillergenre und präsentierte erstmals einen historischen Roman. Er handelt von zwei Poilus, einfachen Soldaten, nach der Rückkehr aus dem Ersten Weltkrieg. Das Buch wurde 2017 von Albert Dupontel verfilmt und mit dem französischen Filmpreis César in fünf Kategorien ausgezeichnet, darunter der Drehbuch-Preis für Dupontel und Lemaitre.
Lemaitres Romane wurden in mehr als 20 Sprachen übersetzt.

## Auszeichnungen

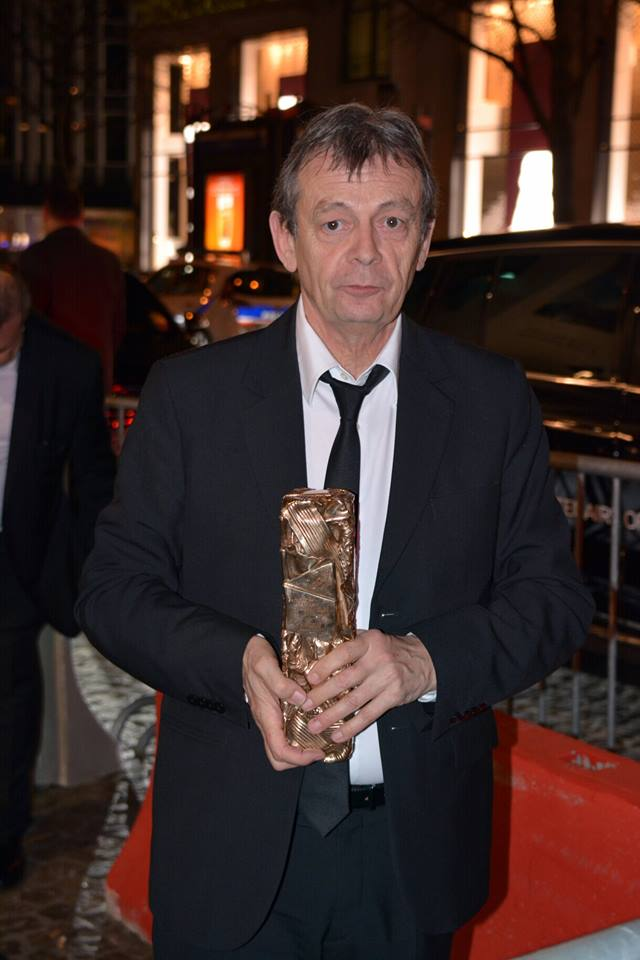
Lemaitre mit seinem gewonnenen César für Au revoir là-haut

- Prix du premier roman du Festival de Cognac, 2006 (für Travail soigné)
- Prix des lectrices Confidentielles, 2009 (für Robe de marié)
- Prix Sang d'encre et Prix des lecteurs Goutte de Sang d'encre, Vienne, 2009  (für Robe de marié)
- Prix du polar francophone de Montigny les Cormeilles, 2009  (für Robe de marié)
- Prix Le Point du polar européen, 2010 (für Cadres noirs)
- Prix des lecteurs policier du Livre de poche, 2012 (für Alex)
- CWA International Dagger, 2013  (für Alex)
- Prix des libraires de Nancy Le Point, 2013 (für Au revoir là-haut)
- Roman français préféré des libraires à la Rentrée, 2013 (für Au revoir là-haut)[4]
- Prix Goncourt (für Au revoir là-haut), 2013
- CWA International Dagger, 2015  (für Camille)
- César 2018 zusammen mit Albert Dupontel für die beste Romanadaption (Au revoir là-haut (Film))

## Werke
Romane um den Polizisten Camille Verhoeven
- Travail soigné, 2006
- Alex, 2011
  - Ich will dich sterben sehen, dt. von Gaby Wurster; Ullstein, Berlin 2012. ISBN 978-3-548-28385-2
- Les Grand Moyens, 2011, als „feuilleton numerique“, E-Book erschienen[5].
- Sacrifices, 2012
  - Opfer, dt. von Tobias Scheffel, Tropen, Stuttgart 2018. ISBN  978-3-608-50370-8
- Rosy & John, 2013 (Romanfassung von Les Grands Moyens); erschienen zum 60-jährigen Jubiläum des Verlags Livre de poche

Weitere Romane
- Robe de marié, 2009
  - Der kalte Hauch der Angst, dt. von Gaby Wurster; Ullstein, Berlin 2009. ISBN 978-3-548-28087-5
- Cadres noirs, 2010
- Au revoir là-haut, 2013
  - Wir sehen uns dort oben, dt. von Antje Peter; Klett-Cotta, Stuttgart 2014. ISBN 978-3-608-98016-5
- Trois jours et une vie. 2016
  - Drei Tage und ein Leben, dt. von Tobias Scheffel; Klett-Cotta, Stuttgart 2017. ISBN 978-3-608-98106-3
- Couleurs de l'incendie, 2018
  - Die Farben des Feuers, dt. von Tobias Scheffel; Klett-Cotta, Stuttgart 2019. ISBN 978-3-608-96338-0
- Miroir de nos peines, 2019
  - Spiegel unseres Schmerzes, dt. von Tobias Scheffel; Klett-Cotta, Stuttgart 2020. ISBN 978-3-608-98361-6

## Filmografie
Kino
- 2013 Cadres noirs. Regie: Manuel Boursinhac; Drehbuch: Manuel Boursinhac und Pierre Lemaitre
- 2017 Au revoir là-haut. Regie: Albert Dupontel, Drehbuch: Albert Dupontel und Pierre Lemaitre
- 2019: Drei Tage und ein Leben (Trois jours et une vie). Regie: Nicolas Boukhrief, Drehbuch: Pierre Lemaitre
- 2022: Couleurs de l'incendie. Regie: Clovis Cornillac, Drehbuch: Pierre Lemaitre

Fernsehen
- 2012 L'Affaire Vauthier, Folge der Serie Injustices, TF1
- 2010 Marché de dupes, Folge der Serie Boulevard du Palais, France 2
- 2009 Otages, 2 Teile, TF 1
- 2009 L'Homme aux deux visages, Folge der Serie Marion Mazzano, France 2
- 2018 Dérapages, sechsteilige Serie, arte 2020, dt. Titel Aus der Spur